# Saxion
Hogeschool Saxion is een onderwijs- en kennisinstelling voor hoger beroepsonderwijs in Nederland. Internationaal wordt de naam Saxion University of Applied Sciences gevoerd. Saxion is gevestigd in Enschede, Deventer en Apeldoorn. De hoofdorganisatie is gevestigd in Enschede.

## Geschiedenis
Saxion is een hogeschool die is voortgekomen uit het onderwijsverleden van Deventer. Al vanaf de 13e eeuw was Deventer een bolwerk van boeken en kennis. Studenten, voor wie Latijn de internationale voertaal was, kwamen van heinde en verre. Desiderius Erasmus was in de 15e eeuw een van de vele studenten die in de straten van de stad te vinden was. In de 17e eeuw ontstond er het Athenaeum Illustre, als een school voor wetenschappelijk onderwijs. Dit instituut zou kunnen worden beschouwd als een verre voorloper van Saxion.
Deventers onderwijsverleden berust tevens op de initiatieven van Twentse handelaren en fabrikanten van textiel die scholen oprichtten voor nijverheidsonderwijs. Charles Louis de Maere speelde in de scholing en de verbetering van werkomstandigheden in de textielindustrie in Nederland een grote rol. Zo stichtte hij in 1833 samen met het stadsbestuur van Enschede de eerste weefschool aldaar, waar toen 25 leerlingen onderwijs kregen. In 1864 ontstond de Twentse Industrie- en Handelsschool. Deze werd gefinancierd door ondernemers uit de textielindustrie. Ook dit onderwijs was in eerste instantie in het belang van ondernemers, die zorgden voor financiering, bestuur, werving van docenten en mogelijkheden tot stages.
Vanuit de Twentse Industrie- en Handelsschool ten behoeve van de gemechaniseerde textielindustrie kwam er in 1909 een (middelbare) Textielschool in Enschede. Deze werd in 1918 voortgezet als de Hogere Textielschool (HTexS). Voor deze opleiding werd in 1922 het gebouw De Maere (genoemd naar Charles Louis) in gebruik genomen. Deze school is in 2000 opgegaan in Saxion, als de studierichting Mode en Textieltechnologie (Fashion & Textile Technologies).

### Schaalvergroting en fusies
Na de Tweede Wereldoorlog breidde het onderwijsaanbod in Deventer, Enschede en Hengelo zich flink uit. In de jaren zestig en zeventig ontstond er een grote diversiteit aan opleidingen en het aantal studenten nam flink toe. Fusies binnen hun eigen geografisch gebied kenmerkten de tweede helft van de jaren tachtig voor het onderwijs in het Overijsselse Deventer en in Twente.
Zo werden in 1986 alle bestaande scholen voor hoger beroepsonderwijs in Deventer samengebracht. Ze gingen verder onder de naam (rijks)hogeschool IJselland, die in 1996 verhuisde naar het nieuwe gebouw aan de Handelskade. In Twente ontstond in 1989 de Hogeschool Enschede uit diverse fusies, waaronder de Hogere Textiel School De Maere en de hts-opleidingen in Enschede en Hengelo.
Op 1 januari 1998 werd een besturenfusie gerealiseerd tussen hogeschool IJselland en Hogeschool Enschede en ontstond Stichting Hogescholen Oost-Nederland (HON). Hierna werd in Enschede gestart met de bouw van een stadscampus. In 2000 volgde een nieuwe naam voor de onderwijsstichting: Saxion. De naam verwijst naar de Saksen, een volk dat ooit Oost-Nederland bewoonde, met de "i" voor innovatie en "on" van onderwijs. Saxion breidde haar onderwijsactiviteiten in 2001 naar Apeldoorn uit en vestigde daar in 2016 een aantal opleidingen in het gerenoveerde pand van de voormalige Nettenfabriek, dat als industrieel erfgoed betiteld kan worden.

## Onderwijsaanbod
Hogeschool Saxion biedt 63 hbo-bacheloropleidingen, 17 masters, 9 associate degrees, diverse cursussen en post-hbo-opleidingen aan. Deze zijn verdeeld over twaalf academies met elk een specifiek onderwijsgebied:
- Business, Building & Technology (BBT)
- Bestuur, Recht en Ruimte (ABR&R)
- Creatieve Technologie (ACT)
- Gezondheidszorg (AGZ)
- Hospitality Business School (HBS)
- Life Science, Engineering & Design (LED)
- Mens & Arbeid (AMA)
- Mens & Maatschappij (AMM)
- Pedagogiek & Onderwijs (APO)
- School of Commerce & Entrepreneurship (SCE)
- School of Finance and International Business (SFIB)
- Saxion Parttime School (SPS)

## Onderzoek
Saxion biedt toekomstgericht onderwijs waarbij Living Technology de focus is. Het draait hierbij om de vraag wat technologische innovaties betekenen en kunnen bijdragen aan de mens, de samenleving en onze aarde. Dit houdt in dat kennis snel en goed toepasbaar is voor actuele vraagstukken waaraan het bedrijfsleven, overheden en instellingen in de regio behoefte hebben.

### Onderzoeksgebieden
Hogeschool Saxion focust zich anno 2023 op de drie onderzoeksgebieden "Areas & Living", "Health & Wellbeing" en "Smart Industry".
Ieder onderzoeksgebied bestaat uit een aantal lectoraten, die een specifiek thema behandelen. Ieder lectoraat bestaat uit een lector en een kenniskring, waarin docenten, specialisten uit de beroepspraktijk en studenten samenwerken aan vraagstukken. Anno 2023 telt Saxion zo’n dertig lectoraten. Daarnaast heeft Saxion verschillende labs en praktijkruimtes.